# Miconia ciliata
Miconia ciliata là một loài thực vật có hoa trong họ Mua. Loài này được (Rich.) DC. mô tả khoa học đầu tiên năm 1828.

## Hình ảnh

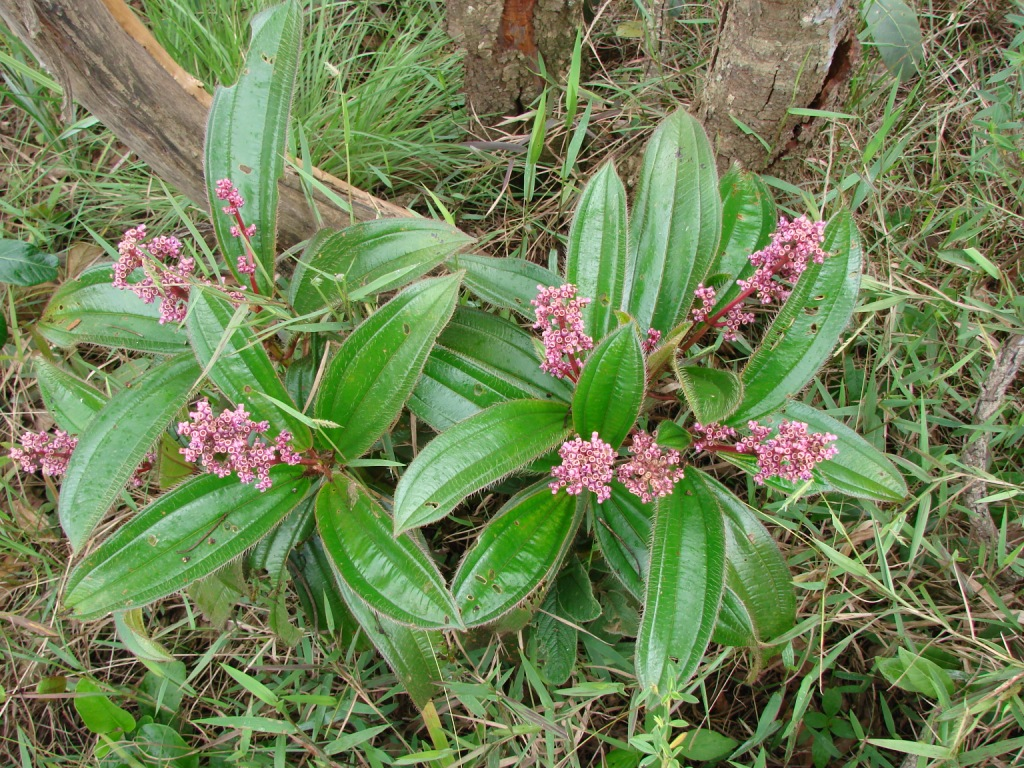
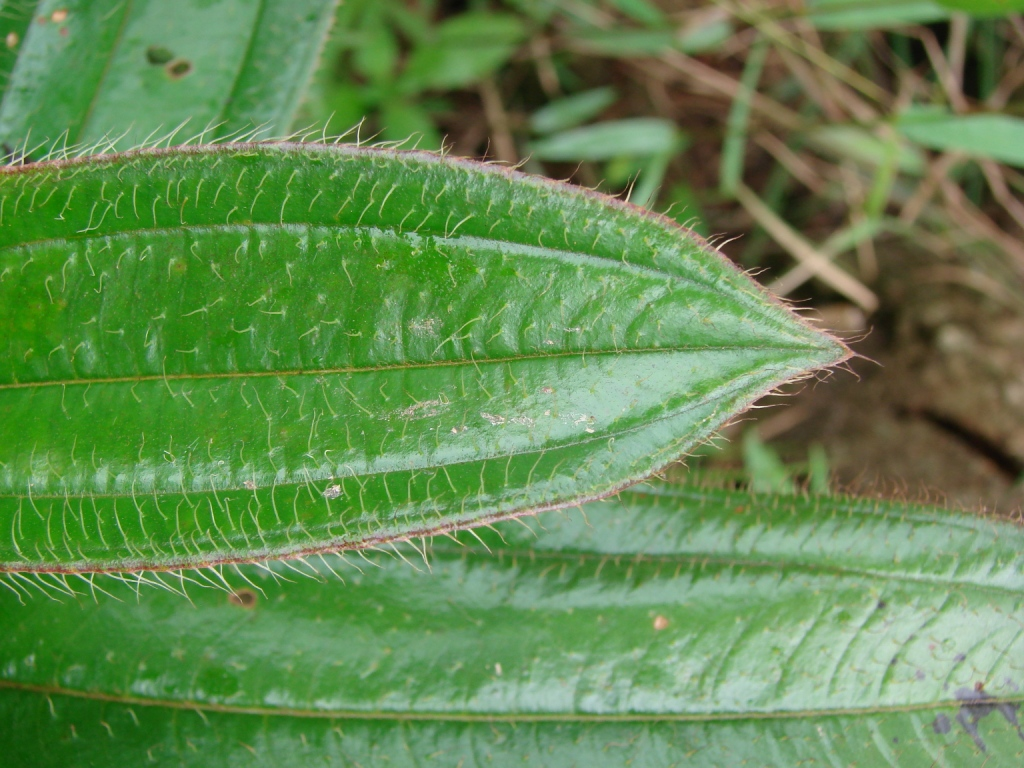